# Ехт Давид Наумович
Дави́д Нау́мович Е́хт (* 20 лютого 1902, Київ — † 1982, Москва) — військовик радянських часів, генерал-майор танкової служби — 1943; заслужений майстер спорту СРСР, 16-разовий рекордсмен СРСР та 3-разовий світу, майстер спорту СРСР. Перший чемпіон СРСР по штанзі в середній вазі — 1921 рік. Нагороджений двома орденами Леніна, чотирма орденами Червоного Прапора, трьома — Вітчизняної війни, орденом Богдана Хмельницького та 26 медалями.

## Життєпис
Його батько працював токарем. 1915 року закінчив 2 класи міського училища. До 1920 року працював на виробництві — помічником слюсаря, слюсарем-мотористом в автомайстерні.
У 1916—1950 роках брав участь в змаганнях по важкій атлетиці.
З 1920 року — в рядах Червоної армії, воював з Білою армією як водій панцерника. В складі зведеного морського загону вів бої за Одесу, по закінченні громадянської війни залишився служити в дивізії Блюхера.
П'ятиразовий чемпіон СРСР — 1921, 1922, 1923 (на тих змаганнях Яків Шепелянський став другим в найлегшій вазі), 1924, 1926 роки — у вазі 75 кг, згодом — 82,5 кг.
Блюхер рекомендував його в Броньову школу при Центральному броньовому управлінні у Москві.
Найкращий штангіст СРСР в середній вазі у 1924—1926 роках.
56-разовий рекордсмен УРСР.
1933 року очолив технічний відділ пробігу-випробування автомобілів Московського та Горьківського заводів по маршруту Москва — Каракуми, за 86 днів колона подолала 9500 км по бездоріжжі та пустелях; за це нагороджений орденом Леніна.
У 1936—1940 роках — військовий радник в Монголії, інженер 2-го рангу, учасник боїв з японцями 1939 року; нагороджений медаллю «За відвагу» та двома монгольськими орденами «Полярна Зірка».
З осені 1940 — помічник начальника по технічній частині, військовий інженер 1-го рангу Ленінградських червонопрапорних бронетанкових курсів вдосконалення командного складу РСЧА.
В часі нацистсько-радянської війни у 1941—1942 роках був заступником командира танкового корпусу.
У боях під Ленінградом у одній з контратак було вбито екіпаж танка, Ехт був важкопоранений в ногу, отямився пізно ввечері. Перев'язавши ногу, він пробирався з оточення, несучи із собою 20-кілограмовий клин затвора гармати.
У одному з нічних боїв зимою 8 радянських танків провалилися під лід. Командир батальйону поставив завдання підполковнику Ехту за добу їх дістати; при мінус 30 Давид у саморобному водолазному костюмі особисто більше десяти разів пірнав з буксирувальним тросом, всі 8 танків дістали.
У 1942—1945 — заступник командира танкової армії. Станом на лютий 1945-го — замісник командуючого 3-го Українського фронту по ремонту, постачанню та експлуатації.
Протягом 1945—1948 років — заступник командира бронетанкових військ Південної групи військ.
У 1948-1960-х — помічник командира 5-ї гвардійської танкової армії, служив в Бобруйську. З 1960 року — в запасі.
Спеціаліст військової справи; по його розробці виготовлені
- лічильник-автомат для артилерії,
- протиковзальні ланцюги для бронеавтомобілів,
- прилад для відсмоктування пилу з відділень танка,
- прилад для очистки гусениць танка.

Написав «Шлях до сили» — Москва, 1964 та «Займайтесь важкою атлетикою».
Юрій Власов та Леонід Жаботинський вважали його за свого вчителя.